# Petkes
Petkes (1899-ig Petkócz, szlovákul: Petkovce) község Szlovákiában, az Eperjesi kerületben, a Varannói járásban.

## Fekvése
Varannótól 17 km-re északnyugatra fekszik.

## Története
A települést a vlach jog alapján alapították a 14. század első felében. Első írásos említése 1363-ból származik, amikor a csicsvai váruradalom része volt. 1600-ban 8 ház állt a településen. 1715-ben 15, 1720-ban 11 adózó háztartása volt.
A 18. század végén Vályi András így ír róla: „PETKÓCZ. Orosz falu Zemplén Vármegyében, földes Ura Keczer Uraság, lakosai görögkatolikusok, fekszik Varannóhoz, és Sztropkóhoz két órányira, határja 3 nyomásbéli, gabonát, zabot, és tatárkát is terem, erdője van, szőleje nints, piatza Hanusfalván, és Varannón.”
1828-ban 29 házában 216 lakos élt.
Fényes Elek 1851-ben kiadott geográfiai szótárában így ír a faluról: „Petkócz, orosz falu, Zemplén vgyében, Mogyoróska fil., 4 romai, 200 görög kath., 10 evang., 6 zsidó lak. 488 hold szántófölddel. Ut. post. Eperjes.”
1900-ban 132 lakosa volt.
Borovszky Samu monográfiasorozatának Zemplén vármegyét tárgyaló része szerint: „Petkes, Sáros vármegye határán fekvő tót kisközség, melynek azelőtt Petkócz, sőt hajdan Pétervágása és Petkes volt a neve; ezt a nevét újabban visszaállították. A varannai uradalomhoz tartozott s az újabb korban a báró Fischer, később meg a Bujanovics család volt a földesura. Most nincs nagyobb birtokosa. A XVII. századbeli pestisjárvány itt is sok emberéletnek vetett véget. Gör. kath. temploma 1700 körül épült.”
A trianoni diktátumig Zemplén vármegye Varannói járásához tartozott.
2021-ben rövid tornádót észleltek a faluban, szerencsére csak anyagi kár keletkezett.

## Népessége
| Év:            | 1994. | 2004.   | 2014. | 2024.   |
| -------------- | ----- | ------- | ----- | ------- |
| Emberek száma: | 148   | 147     | 147   | 133     |
| Eltérés:       |       | -0,67 % | +0 %  | -9,52 % |

| Év:            | 2023. | 2024.   |
| -------------- | ----- | ------- |
| Emberek száma: | 135   | 133     |
| Eltérés:       |       | -1,48 % |

1910-ben 140, túlnyomórészt szlovák lakosa volt.
2001-ben 145 szlovák lakosa volt.
2011-ben 152 lakosából 149 szlovák.

## Nevezetességei
- Szent Kozma és Damján tiszteletére szentelt, görögkatolikus templomát 1700-ban építették.